# Высоцко (Львовская область)
Высоцко (укр. Висоцько) — село в Заболотцевской сельской общине Золочевского района Львовской области Украины.
По Высоцкому могильнику, открытому возле села Высоцко, получила название высоцкая культура.

## Известные люди
Село является родиной выдающегося художника и публициста Ивана Труша (1869—1941). Его считают мастером лирического пейзажа, он автор серии портретов деятелей украинской культуры (И. Франко, Леси Украинки, Н. Лысенко).